# オカール賞
オカール賞（Prix Hocquart）はフランスのパリロンシャン競馬場で行われる競馬の重賞。3歳馬だけが出走できる。2023年の格付けはG3。

## 概要
オカール賞は、約1ヵ月後に行われるパリ大賞典の重要な前哨戦である。
2016年まではフランスダービーの前哨戦として開催されていた。
かつてフランスダービーの前哨戦としては、プール・デ・プロデュイと呼ばれる5つの競走（後述）が設定されており、オカール賞はその一つだった。これらのうち、前哨戦を勝ってフランスダービーを制した馬の数は、リュパン賞が32頭で最も多く、次いでオカール賞の27頭が2位である。リュパン賞は2005年に廃止されており、現存する競走としてはオカール賞が最多のフランスダービー優勝馬を出している。
第一次世界大戦以前の優勝馬には、フランスダービーと皇太子大賞（後のロワイヤルオーク賞）を制して二冠馬となったパトリシアン（Patricien）、フランスダービーとパリ大賞典を連覇して二冠馬となったラゴツキー（Ragotsky）、プール・デッセ・デ・プーラン、フランスダービー、パリ大賞典、ロワイヤルオーク賞を制して四冠馬となったパース（Perth）、リュパン賞、フランスダービー、ロワイヤルオーク賞などフランス国内の大レースを総なめにしたメンテノン（Maintenon）、フランスの歴史的名馬サルダナパル（Sardanapale）などが名を連ねている。
その後も、クサール、マシーヌ（Massine）、トウルビヨン、ミューセ（Mieuxce）、クレアヴォヤン（Clairvoyant）、ルパシャ（Le Pacha）、ヴェルソ（Verso）、アルダン（Ardan）、マイラヴ（My Love ）、シカンブル（Sicambre）など、各時代のフランスのトップホースがオカール賞を3歳クラシック戦のステップレースとして勝っている。

## プール・デ・プロデュイ
長い間、オカール賞は「プール・デ・プロデュイ（Poules des Produits）」と呼ばれる5競走の1つだった。
プール・デ・プロデュイはフランス馬種改良奨励協会（Société d'Encouragement）が、フランスダービー（ジョッキークラブ賞）の前哨戦として定めたもので、ノアイユ賞、ダリュー賞、リュパン賞、オカール賞、グレフュール賞がこれに当たる。
リュパン賞を除いては、出走できる馬には父馬や母馬の産地に制限があった。オカール賞は「フランス産の父馬による産駒」に限定されていて、オカール賞に出走するためには出走馬が生まれるより前の母馬の胎内にいる間に登録しなければならなかった。オカール賞の賞金はこの登録料で賄われていた。

## 歴史

### 沿革
- 1836年 - フランスダービー（ジョッケクルブ賞）創設。
- 1857年 - ロンシャン競馬場創設。
- 1861年 - ロンシャン賞（Prix de Longchamps）創設。
- 1871年 - 普仏戦争の影響で中止。
- 1885年 - オカール賞に改称。
- 1902年 - 2400メートルに短縮。
- 1915-1919年 - 第一次世界大戦のため中止。
- 1941年 - 第二次世界大戦のため中止。
- 1943-1945年 - 第二次世界大戦のためトランブレー競馬場で代替開催。
- 2005年 - 3歳戦の再編に伴い2200メートルに短縮。
- 2016年 - ロンシャン競馬場の工事のためドーヴィル競馬場で代替開催。
- 2017年 - 開催場をシャンティイ競馬場に移し、距離を2400メートルに変更[4]。
- 2020年 
  - 新型コロナウイルス感染拡大の影響で8月にドーヴィル競馬場で順延開催。
  - せん馬の出走が可能となる[5]。
- 2021年 - 開催場をパリロンシャン競馬場に移し、距離を2200メートルに戻す。
- 2023年 - G3に格下げ。

### ロンシャン賞
1861年に創設されたこの競走は、当初はロンシャン賞（Prix de Longchamps）と呼ばれていた。創設時の施行距離は2500メートルだった。ロンシャン競馬場は1857年に創設されたばかりだった。

### 普仏戦争の影響
かねてから対立していたプロイセンに対し、ナポレオン3世は1870年の夏に宣戦布告して1870年戦争（普仏戦争）が始まった。しかし、秋にはフランスは決定的に劣勢となり、ナポレオン3世自らも捕虜となってフランス帝政は瓦解した。1871年を迎えるとパリが砲撃を受けるに至り、降伏した。その後もパリはパリ・コミューンとヴェルサイユ臨時政府との内戦が5月末まで続いた。このため、1871年のロンシャン賞は開催することができなかった。

### オカール賞へ改名
1884年に、これまでフランス競馬界に多大の貢献をしたルイ・オカール・ド・テュルト伯爵（Comte Louis Hocquart de Turtot）が死去した。同氏を記念するために、1885年から競走名がオカール賞に改められた。

### 距離短縮
当初は2500メートルで行われていたが、1902年にフランスダービーと同じ2400メートルに改められた（フランスダービーも設立当初は2500メートルだったが、1843年から2400メートルとなっていた。）。
これ以降、戦争による移転開催などの一時的な例外を除いて、オカール賞は長く2400メートルで行われてきた。2005年にフランスの競馬番組の再編成があり、フランスダービーが2100メートルに短縮され、オカール賞もこの時に2200メートルに短縮された。

### 戦争の影響
1914年の夏に始まった第一次世界大戦ではフランスは再びドイツ軍による攻撃を受けた。パリも砲撃の対象となった。陸軍は大規模な軍馬の徴発を行おうとしたが、これに反発した馬主や生産者の多くは、馬を国外へ売却したり避難させてしまった。これらの結果、フランス国内での競馬開催は困難になり、戦火のないフランス南部やスペインで競馬が行われるようになった。この間、1915年から1919年のオカール賞は行われなかった。
1939年の秋に第二次世界大戦が始まると、当初はドイツとフランスの間では目立った戦闘もなく、1940年の春には競馬が行われると見込まれていた。しかし5月にドイツ軍の侵攻が始まると、一ヶ月でパリは陥落した。このため1940年のオカール賞を含めた春競馬は行われなかった。占領軍は1940年の秋には競馬の再開を許したので、この年の3歳主要戦は秋にまとめて開催された。
1941年からは、占領軍のもとで、一応平常通りに競馬が行われた。この時期に競馬の維持に尽力したのが、アントワーヌ・オカール伯爵である（後述）。戦局が変わり、連合軍が挽回をはじめると、パリにも連合軍の空爆が行われるようになった。1943年の春競馬の初頭にはロンシャン競馬場が空爆されて死者が出た。このためこのあとの競馬はトランブレー競馬場で行われるようになった。1944年には連合軍によってパリが解放されたが、ロンシャン競馬場はアメリカ軍の駐屯地として使われることになった。これらによって、1943年から1945年までオカール賞はトランブレー競馬場で行われ、距離も2300メートルで施行された。

### 2005年の再編
2005年に、フランスの3歳クラシック路線の再編があった。リュパン賞が廃止となり、フランスダービーは従来の2400メートルから2100メートルへ短縮、パリ大賞典は2000メートルから2400メートルへ延長となった。
オカール賞はこれに伴って、従来の2400メートルから2200メートルへ短縮されると共に、日曜日開催から月曜日開催へ移動となった。開催日については、2010年には再び日曜日に戻った。
この2005年のオカール賞に優勝したハリケーンランは、フランスダービーで僅差の2着になったあとアイルランドダービー、凱旋門賞に勝った。ハリケーンランはこの年全欧年度代表馬に選出され、さらに世界ランキング1位にランクされた。
2017年からは開催場をシャンティイ競馬場に移し、距離を2400メートルに変更する。更に2021年からは開催場をパリロンシャン競馬場に移し、距離を2200メートルに戻すことになった。

## 記録

### フランスダービーとの関連
2012年までに、オカール賞を勝ってフランスダービーを制した馬は27頭いる。これは、リュパン賞の32頭に次いで2番めに多い。オカール賞とフランスダービーを制覇した最初の馬は1867年のパトリシアン（Patricien）で、直近のものは1986年のベーリング（Bering）である。このほか、オカール賞を勝ってフランスダービーで2着になったものが9頭、3着になったものが5頭いる。

### 牝馬の成績
第一次世界大戦前までは、オカール賞に牝馬が出走するのは珍しいことではなかった。優勝馬も8頭おり、うち3頭はフランスオークス（ディアヌ賞）にも勝っている。
しかし、近年は牝馬の出走自体が稀で、1935年に3着になったクルディテ（Crudite）を最後に、好走したものはいない。

### 歴代優勝馬
- 距離はメートル
- 表中の「*」は日本輸入馬を示す。（多くは種牡馬だが、ジャパンカップ出走のため一時的に輸入されたものも含む。）
- 「仏ダービー」欄は、フランスダービー（ジョッケクルブ賞）に優勝したものに◯を付した。

| 施行年 | 格 | 距離 | 優勝馬            | 仏ダービー | 備考                               |
| ------ | -- | ---- | ----------------- | ---------- | ---------------------------------- |
| 1861   |    | 2500 | Good By           |            | ロンシャン賞                       |
| 1862   |    | 2500 | Allez y Rondement |            |                                    |
| 1863   |    | 2500 | Villafranca       |            |                                    |
| 1864   |    | 2500 | Gedeon            |            |                                    |
| 1865   |    | 2500 | Matamore          |            |                                    |
| 1866   |    | 2500 | Victorieuse       |            |                                    |
| 1867   |    | 2500 | Patricien         | ◯          |                                    |
| 1868   |    | 2500 | Le Bosphore       |            |                                    |
| 1869   |    | 2500 | Pandour           |            |                                    |
| 1870   |    | 2500 | Bigarreau         | ◯          |                                    |
| 1871   |    |      |                   |            | 普仏戦争のため中止                 |
| 1872   |    | 2500 | Faublas           |            |                                    |
| 1873   |    | 2500 | Absalon           |            |                                    |
| 1874   |    | 2500 | Succes            |            |                                    |
| 1875   |    | 2500 | Saint Cyr         |            |                                    |
| 1876   |    | 2500 | Filoselle         |            |                                    |
| 1877   |    | 2500 | Vesuve            |            |                                    |
| 1878   |    | 2500 | Stathouder        |            |                                    |
| 1879   |    | 2500 | Salteador         |            |                                    |
| 1880   |    | 2500 | Versigny          |            |                                    |
| 1881   |    | 2500 | Serpolette        |            |                                    |
| 1882   |    | 2500 | Dictateur         |            |                                    |
| 1883   |    | 2500 | Farfadet          |            |                                    |
| 1884   |    | 2500 | Silex             |            |                                    |
| 1885   |    | 2500 | Extra             |            | オカール賞に改称                   |
| 1886   |    | 2500 | Upas              | ◯          | (注1)                              |
| 1887   |    | 2500 | Vanneau           |            |                                    |
| 1888   |    | 2500 | Saint Gall        |            |                                    |
| 1889   |    | 2500 | Aerolithe         |            |                                    |
| 1890   |    | 2500 | Yellow            |            |                                    |
| 1891   |    | 2500 | Vin-sec           |            |                                    |
| 1892   |    | 2500 | Fontenoy          |            |                                    |
| 1893   |    | 2500 | Ragotsky          | ◯          |                                    |
| 1894   |    | 2500 | Polygone          |            |                                    |
| 1895   |    | 2500 | Roitelet          |            |                                    |
| 1896   |    | 2500 | Kerym             |            |                                    |
| 1897   |    | 2500 | Canvass Back      |            |                                    |
| 1898   |    | 2500 | Le Roi Soleil     |            |                                    |
| 1899   |    | 2500 | Perth             | ◯          |                                    |
| 1900   |    | 2500 | Ivry              |            |                                    |
| 1901   |    | 2500 | Saint Armel       |            |                                    |
| 1902   |    | 2400 | Maximum           |            |                                    |
| 1903   |    | 2400 | Ex Voto           | ◯          |                                    |
| 1904   |    | 2400 | Orange Blossom    |            |                                    |
| 1905   |    | 2400 | Brienne           |            |                                    |
| 1906   |    | 2400 | Maintenon         | ◯          |                                    |
| 1907   |    | 2400 | Pitti             |            |                                    |
| 1908   |    | 2400 | Lieutel           |            |                                    |
| 1909   |    | 2400 | Mehari            |            |                                    |
| 1910   |    | 2400 | My Star           |            |                                    |
| 1911   |    | 2400 | Faucheur          |            |                                    |
| 1912   |    | 2400 | Zenith II         |            |                                    |
| 1913   |    | 2400 | Pere Marquette    |            |                                    |
| 1914   |    | 2400 | サルダナパル      | ◯          |                                    |
| 1915   |    |      |                   |            | 第一次世界大戦のため中止           |
| 1916   |    |      |                   |            | 第一次世界大戦のため中止           |
| 1917   |    |      |                   |            | 第一次世界大戦のため中止           |
| 1918   |    |      |                   |            | 第一次世界大戦のため中止           |
| 1919   |    |      |                   |            | 第一次世界大戦のため中止           |
| 1920   |    | 2400 | Caliban           |            |                                    |
| 1921   |    | 2400 | クサール          | ◯          |                                    |
| 1922   |    | 2400 | Joyeux Drille     |            |                                    |
| 1923   |    | 2400 | Massine           |            |                                    |
| 1924   |    | 2400 | Vineuil           |            |                                    |
| 1925   |    | 2400 | Belfonds          | ◯          |                                    |
| 1926   |    | 2400 | Soubadar          |            |                                    |
| 1927   |    | 2400 | Flamant           |            |                                    |
| 1928   |    | 2400 | Palais Royal      |            |                                    |
| 1929   |    | 2400 | Hotweed           | ◯          |                                    |
| 1930   |    | 2400 | Veloucreme        |            |                                    |
| 1931   |    | 2400 | トウルビヨン      | ◯          |                                    |
| 1932   |    | 2400 | Bishop's Rock     |            |                                    |
| 1933   |    | 2400 | Le Grand Cyrus    |            |                                    |
| 1934   |    | 2400 | Maravedis         |            |                                    |
| 1935   |    | 2400 | Louqsor           |            |                                    |
| 1936   |    | 2400 | Mieuxce           | ◯          |                                    |
| 1937   |    | 2400 | Clairvoyant       | ◯          |                                    |
| 1938   |    | 2400 | Royal Gift        |            |                                    |
| 1939   |    | 2400 | Irifle            |            |                                    |
| 1940   |    | 2400 |                   |            | 第二次世界大戦のため中止           |
| 1941   |    | 2400 | Le Pacha          | ◯          |                                    |
| 1942   |    | 2400 | Hern the Hunter   |            |                                    |
| 1943   |    | 2300 | Verso             | ◯          | ル・トランブレー競馬場で開催       |
| 1944   |    | 2300 | Ardan             | ◯          | ル・トランブレー競馬場で開催       |
| 1945   |    | 2300 | Chanteur          |            | ル・トランブレー競馬場で開催       |
| 1946   |    | 2400 | Adrar             |            |                                    |
| 1947   |    | 2400 | Timor             |            |                                    |
| 1948   |    | 2400 | My Love           |            |                                    |
| 1949   |    | 2400 | Val Drake         |            |                                    |
| 1950   |    | 2400 | L'Amiral          |            |                                    |
| 1951   |    | 2400 | Sicambre          | ◯          |                                    |
| 1952   |    | 2400 | Auriban           | ◯          |                                    |
| 1953   |    | 2400 | Fort de France    |            |                                    |
| 1954   |    | 2400 | Prince Rouge      |            |                                    |
| 1955   |    | 2400 | Rapace            | ◯          |                                    |
| 1956   |    | 2400 | Floriados         |            |                                    |
| 1957   |    | 2400 | Argel             |            |                                    |
| 1958   |    | 2400 | San Roman         |            |                                    |
| 1959   |    | 2400 | エルバジェ        | ◯          |                                    |
| 1960   |    | 2400 | Angers            |            |                                    |
| 1961   |    | 2400 | *ムーティエ       |            |                                    |
| 1962   |    | 2400 | Val de Loir       | ◯          |                                    |
| 1963   |    | 2400 | Le Mesnil         |            |                                    |
| 1964   |    | 2400 | Free Ride         |            |                                    |
| 1965   |    | 2400 | ルリアンス        | ◯          |                                    |
| 1966   |    | 2400 | Hauban            |            |                                    |
| 1967   |    | 2400 | Frontal           |            |                                    |
| 1968   |    | 2400 | Valmy             |            |                                    |
| 1969   |    | 2400 | Beaugency         |            |                                    |
| 1970   |    | 2400 | Gyr               |            |                                    |
| 1971   | G2 | 2400 | Bourbon           |            |                                    |
| 1972   | G2 | 2400 | Talleyrand        |            | (注2)                              |
| 1973   | G2 | 2400 | Margouillat       |            |                                    |
| 1974   | G2 | 2400 | Poil de Chameau   |            |                                    |
| 1975   | G2 | 2400 | Val de l'Orne     | ◯          |                                    |
| 1976   | G2 | 2400 | Grandchant        |            |                                    |
| 1977   | G2 | 2400 | Montcontour       |            |                                    |
| 1978   | G2 | 2400 | Frere Basile      |            |                                    |
| 1979   | G2 | 2400 | Le Marmot         |            |                                    |
| 1980   | G2 | 2400 | Mot d'Or          |            |                                    |
| 1981   | G2 | 2400 | Rahotep           |            |                                    |
| 1982   | G2 | 2400 | Cadoudal          |            |                                    |
| 1983   | G2 | 2400 | Jeu de Paille     |            |                                    |
| 1984   | G2 | 2400 | ダルシャーン      | ◯          |                                    |
| 1985   | G2 | 2400 | *ムクター         | ◯          |                                    |
| 1986   | G2 | 2400 | ベーリング        | ◯          |                                    |
| 1987   | G2 | 2400 | Sadjiyd           |            |                                    |
| 1988   | G2 | 2400 | *ナスルエルアラブ |            |                                    |
| 1989   | G2 | 2400 | *ダンスホール     |            |                                    |
| 1990   | G2 | 2400 | Top Waltz         |            |                                    |
| 1991   | G2 | 2400 | Pistolet Bleu     |            |                                    |
| 1992   | G2 | 2400 | Adieu au Roi      |            |                                    |
| 1993   | G2 | 2400 | Regency           |            |                                    |
| 1994   | G2 | 2400 | Vadlawys          |            |                                    |
| 1995   | G2 | 2400 | Rifapour          |            |                                    |
| 1996   | G2 | 2400 | Arbatax           |            |                                    |
| 1997   | G2 | 2200 | Shaka             |            | シャンティイ競馬場で開催           |
| 1998   | G2 | 2200 | Sayarshan         |            | シャンティイ競馬場で開催           |
| 1999   | G2 | 2200 | Falcon Flight     |            | シャンティイ競馬場で開催           |
| 2000   | G2 | 2200 | Lord Flasheart    |            | シャンティイ競馬場で開催           |
| 2001   | G2 | 2400 | Maille Pistol     |            |                                    |
| 2002   | G2 | 2400 | Khalkevi          |            |                                    |
| 2003   | G2 | 2400 | Coroner           |            |                                    |
| 2004   | G2 | 2400 | Lord du Sud       |            |                                    |
| 2005   | G2 | 2200 | ハリケーンラン    |            |                                    |
| 2006   | G2 | 2200 | Numide            |            |                                    |
| 2007   | G2 | 2200 | Anton Chekhov     |            |                                    |
| 2008   | G2 | 2200 | Democrate         |            |                                    |
| 2009   | G2 | 2200 | Wajir             |            |                                    |
| 2010   | G2 | 2200 | Silver Pond       |            |                                    |
| 2011   | G2 | 2200 | Prairie Star      |            |                                    |
| 2012   | G2 | 2200 | Top Trip          |            |                                    |
| 2013   | G2 | 2200 | Tableaux          |            |                                    |
| 2014   | G2 | 2200 | Free Port Lux     |            |                                    |
| 2015   | G2 | 2200 | Ampere            |            |                                    |
| 2016   | G2 | 2200 | Mekhtaal          |            | ドーヴィル競馬場で開催             |
| 2017   | G2 | 2400 | Ice Breeze        |            | この年からシャンティイ競馬場で開催 |
| 2018   | G2 | 2400 | Nocturnal Fox     |            |                                    |
| 2019   | G2 | 2400 | Al Hilalee        |            |                                    |
| 2020   | G2 | 2500 | Port Guillaume    |            |                                    |
| 2021   | G2 | 2200 | Bubble Gift       |            |                                    |
| 2022   | G2 | 2200 | ラストロノーム    |            |                                    |
| 2023   | G3 | 2200 | First Minister    |            |                                    |
| 2024   | G3 | 2200 | Calandagan        |            |                                    |
| 2025   | G3 | 2200 | Rafale Design     |            |                                    |

- (注1)Upasのフランスダービー優勝はデッドヒート（同着）によるもの。
- (注2)Talleyrandは後にHakodateと改名している。

### 騎手
- イヴ・サンマルタン - 5勝
- フレディ・ヘッド - 5勝

### 調教師
- アンドレ・ファーブル - 7勝

### 馬主
- アンリ・デラマール（Henri Delamarre） - 7勝

## 競走名の由来
ロンシャン賞は、1884年に死去したルイ・オカール伯爵を追悼するため、1885年からオカール賞と改称された。
ルイ・オカール伯爵のほかに、フランス競馬界にはオカール姓の重要な人物が2名いる。ルイ・オカール伯爵の父であるエデュアール・オカール伯爵と、甥であるアントワーヌ・オカール伯爵である。

### ルイ・オカール伯爵
ルイ・オカール・ド・テュルト伯爵（Louis Hocquart de Turtot、1823-1884）は、砲兵大尉としての軍役に就いた後、1861年にフランス競馬会（the board of French horseracing）メンバーに選ばれ、1876年には創立委員となった。
ルイ・オカール伯爵は、1872年から1884年に死去するまで裁決委員を務めた。また、ドーヴィル競馬場の理事長と採決委員長も務めた。彼の名はドーヴィル競馬場近くの交差点名に遺されている。

### エデュアール・オカール伯爵
ルイ・オカール伯爵の父、エデュアール・オカール伯爵（Comte Edouard Hocquart、1792-1852）は、ルイ18世とシャルル10世侍従だった。

エデュアール・オカール伯爵は、フランス北西部の沿岸にあるセーヌ＝インフェリウール県ヴァルモンに大牧場を所有していた。
エデュアール・オカール伯爵は、1836年にヘンリ・シーモア卿が辞任した後、フランス競馬会の創立委員となった。

### アントワーヌ・オカール伯爵
アントワーヌ・オカール・ド・テュルト伯爵（Antoine Hocquart de Turtot、1872-1954）は、ルイ・オカール伯爵の甥にあたる。
アントワーヌ・オカール伯爵は騎兵隊長を務めたのち、1921年に奨励協会のメンバーに選出され、裁決委員を務めた。1928年からは裁決委員長を務めた。フランス競馬場連盟（National Racecourse Federation）の理事長を20年務めた。
1920年代の終わりから、世界的な不況がフランスの競馬界にも暗い影を落としていた時代で、アントワーヌ・オカール伯爵は経営の改善のため様々な対策を打ち出した。
伯爵は、ロンシャン競馬場に初めて電光掲示板を設置し、2歳戦の整備を行った。また、初めてスポンサー付きのレースを創設したり、国営宝くじと合同でスウィープステークスを導入した。これは、馬券に馬番のほかに抽選番号がついており、両方が的中した場合に大きな払い戻しが受けられるというものだった。さらに、1934年にはロンシャン競馬場のナイター開催を実現した。
しかし、第二次世界大戦が勃発し、パリがドイツ軍に占領されると、競馬の開催にはますます難題が増えた。伯爵は競走馬の確保や輸送、飼料の確保などに尽力し、競馬開催の持続に貢献した。
戦後に伯爵が行った改革のうち最大のものは、フランス競馬の外国馬への開放である。もともとフランス産馬の改良を目的とした奨励協会の創設以来、フランス国内の競馬は、パリ大賞典を例外として外国馬の出走を拒んでいた。第二次大戦中のイギリスは競馬産業が大きく衰退したのに対し、フランスは戦争中も馬産と競馬の維持に成功したことで、戦後のイギリス競馬はフランス馬が席巻した。イギリスからは、フランスの競馬がイギリスに開放されていないことに対する不満の声が出た。これを受け、アントワーヌ・オカール伯爵は、もはやフランス馬はイギリス馬に劣らないとして、1946年に国内の競馬を外国馬に開放することを決断した。
伯爵は20年にわたって理事長を務めた。その任期の長さは歴代2位にあたる。伯爵は、1948年にド・ガネー侯爵（Marquis de Ganay）に奨励協会の理事長の職を譲った。その後も、1954年に83歳で死去するまで、奨励協会の委員を務めた。

## エピソード

### 1933年
1933年にオカール賞を優勝したのは、ルグランシリュス（Le Grand Cyrus）という牡馬だった。書面の上では、ルグランシリュスの馬主はエクアドル共和国の元外交官ということになっていたが、実際はスタヴィスキーというユダヤ人の銀行家の所有であることが発覚した。スタヴィスキーはフランス政界を巻き込んだ巨大詐欺事件の中心人物で、スキャンダルが表沙汰になると逃亡したが、1934年1月に別荘で頭に銃弾を受けて倒れているところを発見され、すぐに死亡した。警察は自殺と発表したが、世論は口封じのために殺されたとみた。事態は紛糾し、死者が出るほどの暴動が起こり、1週間あまりの間に2度も内閣が総辞職するほどの混乱となった。ルグランシリュスの方は、スタヴィスキーの「自殺」をもって馬主登録を抹消された。